# Stosunki polsko-peruwiańskie

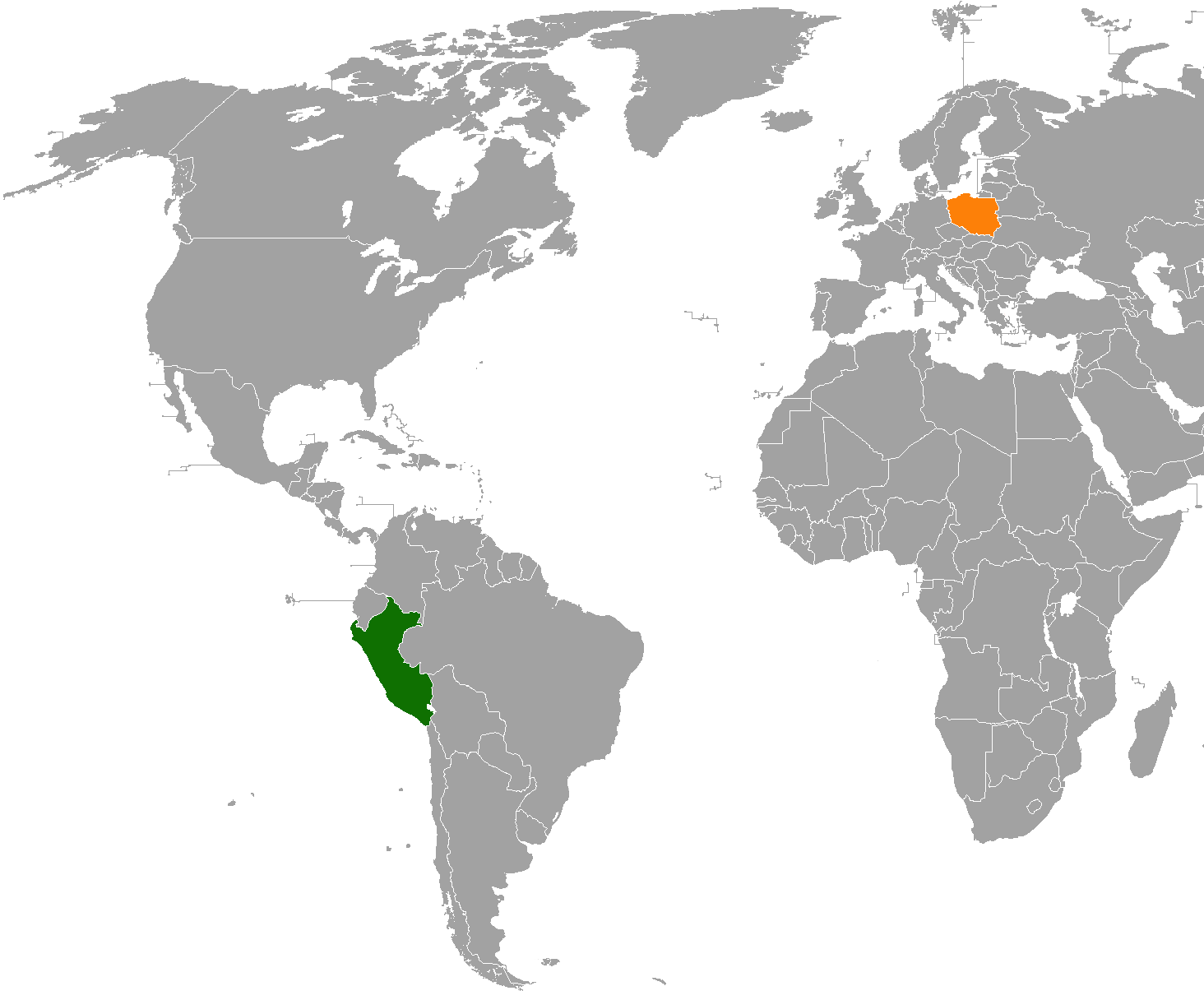
Położenie geograficzne Polski i Peru

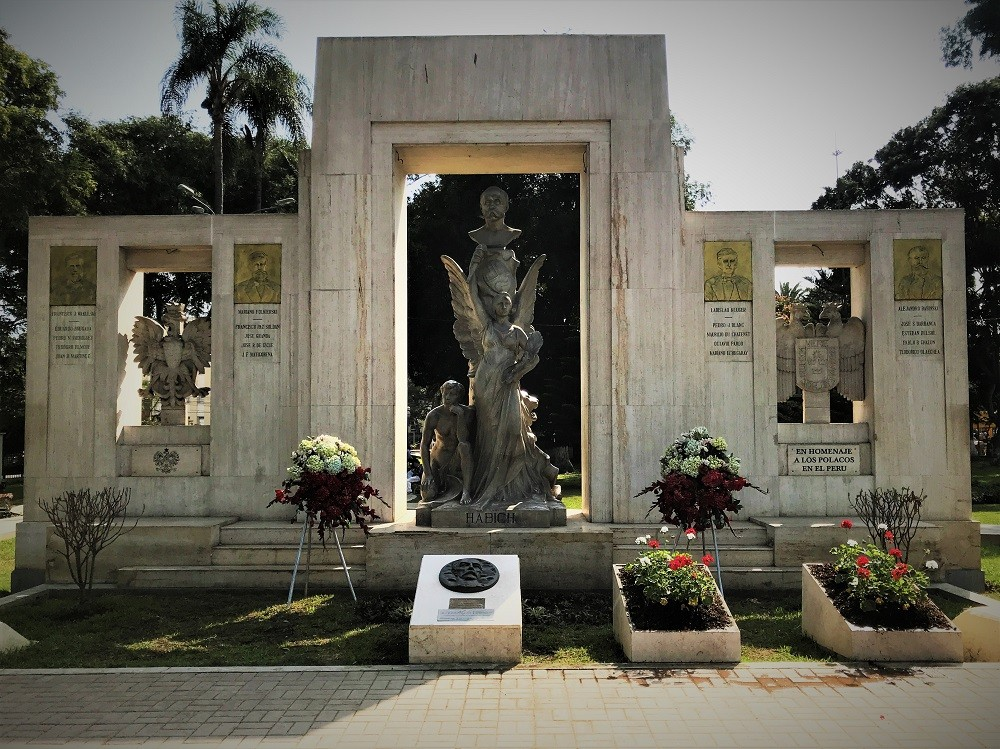
Pomnik polskich pionierów inżynierii w stolicy Peru – Limie

Stosunki polsko-peruwiańskie na poziomie dyplomatycznym zostały nawiązane w 1923 roku. 
Współpraca polsko-peruwiańska opiera się na licznych umowach i porozumieniach, wśród nich Do najważniejszych aktów należy zaliczyć umowy o współpracy kulturalnej i naukowej (1977), umowa o współpracy w dziedzinie lotnictwa (2000), deklaracja o współpracy między ministerstwami obrony (2006), umowa o współpracy w dziedzinie turystyki (2008), umowa w dziedzinie obronności (2008) i umowa o przekazywaniu osób skazanych (2014).  Wpływ na współpracę dwustronną mają także umowy zawarte między Unią Europejską a Peru, w tym mowa o handlu między UE i państwami UE a Kolumbią i Peru (2012) oraz Umowa między Unią Europejską i Peru dotycząca zniesienia wiz krótkoterminowych (2016). Kontakty polityczne realizowane są poprzez mechanizm konsultacji politycznych na szczeblu wiceministrów spraw zagranicznych. W 2008 roku z wizytą w Peru przebywał premier Donald Tusk, który spotkał się z prezydentem Peru Alanem García Pérezem i wziął udział w szczycie Unia Europejska – Ameryka Łacińska. 
W 2023 roku obroty handlowe między oboma krajami wyniosły 250 mln USD z saldem dodatnim po stronie Peru (polski eksport osiągnął wartość 78,2 mln USD).
Od 2010 roku w Cuzco funkcjonuje Centrum Badań Andyjskich Uniwersytetu Warszawskiego.
W Peru żyje nieliczna społeczność polonijna. W XIX wieku w grupie polskich emigrantów znaleźli zasłużeni dla Peru naukowcy i inżynierowie (m.in. Ernest Malinowski).